# 石坚 (1924年)
石坚（1924年8月—2014年5月3日），原名马汉三，曾用名马非、赵前等，男，直隶（今河北）清苑人，中华人民共和国政治人物，曾任天津日报社总编辑，天津市人大常委会副主任。